# Waller (Washington)
Waller és una concentració de població designada pel cens dels Estats Units a l'estat de Washington. Segons el cens del 2000 tenia 9.200 habitants.

## Demografia
Segons el cens del 2000, Waller tenia 9.200 habitants, 3.585 habitatges, i 2.505 famílies. La densitat de població era de 385,7 habitants per km².
Dels 3.585 habitatges en un 30,2% hi vivien nens de menys de 18 anys, en un 57,4% hi vivien parelles casades, en un 8,5% dones solteres, i en un 30,1% no eren unitats familiars. En el 24% dels habitatges hi vivien persones soles el 10,4% de les quals corresponia a persones de 65 anys o més que vivien soles. El nombre mitjà de persones vivint en cada habitatge era de 2,55 i el nombre mitjà de persones que vivien en cada família era de 3,04.
Per edats la població es repartia de la següent manera: un 24,4% tenia menys de 18 anys, un 7,1% entre 18 i 24, un 26,9% entre 25 i 44, un 28% de 45 a 60 i un 13,6% 65 anys o més.
L'edat mediana era de 40 anys. Per cada 100 dones de 18 o més anys hi havia 96,8 homes.
La renda mediana per habitatge era de 47.350 $ i la renda mediana per família de 56.164 $. Els homes tenien una renda mediana de 41.471 $ mentre que les dones 28.816 $. La renda per capita de la població era de 21.259 $. Aproximadament el 5,5% de les famílies i el 8,2% de la població estaven per davall del llindar de pobresa.

## Poblacions més properes
El següent diagrama mostra les poblacions més properes.